# Jules-Émile Péan
Jules-Émile Péan, född 21 november 1830 i Marboué, departementet Eure-et-Loir, död 30 januari 1898 i Paris, var en fransk kirurg.
Péan lät på egen bekostnad uppföra Hôpital international i Paris. Han förvärvade sig stort anseende genom sina ovariotomier, uppfinningen av en underbindningspincett (peang) och andra kirurgiska nyheter. Han utgav bland annat Leçons de clinique chirurgicale (nio band, 1874–95) och Diagnostic et traitement des tumeurs de l'abdomen et du bassin (fyra band, 1880–99; band 4 tillsammans med Henri de Lambert).